# تاریخ یهودیان در اوستیای جنوبی

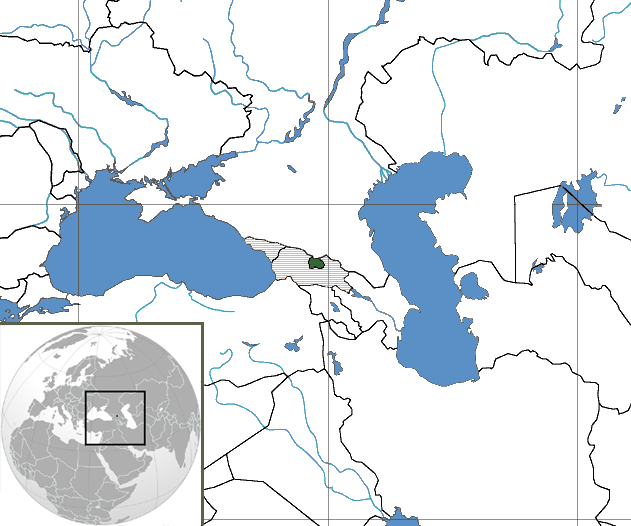
موقعیت اوستیای جنوبی (سبز تیره) در اوراسیا. (گرجستان و آبخازیا به رنگ خاکستری روشن)

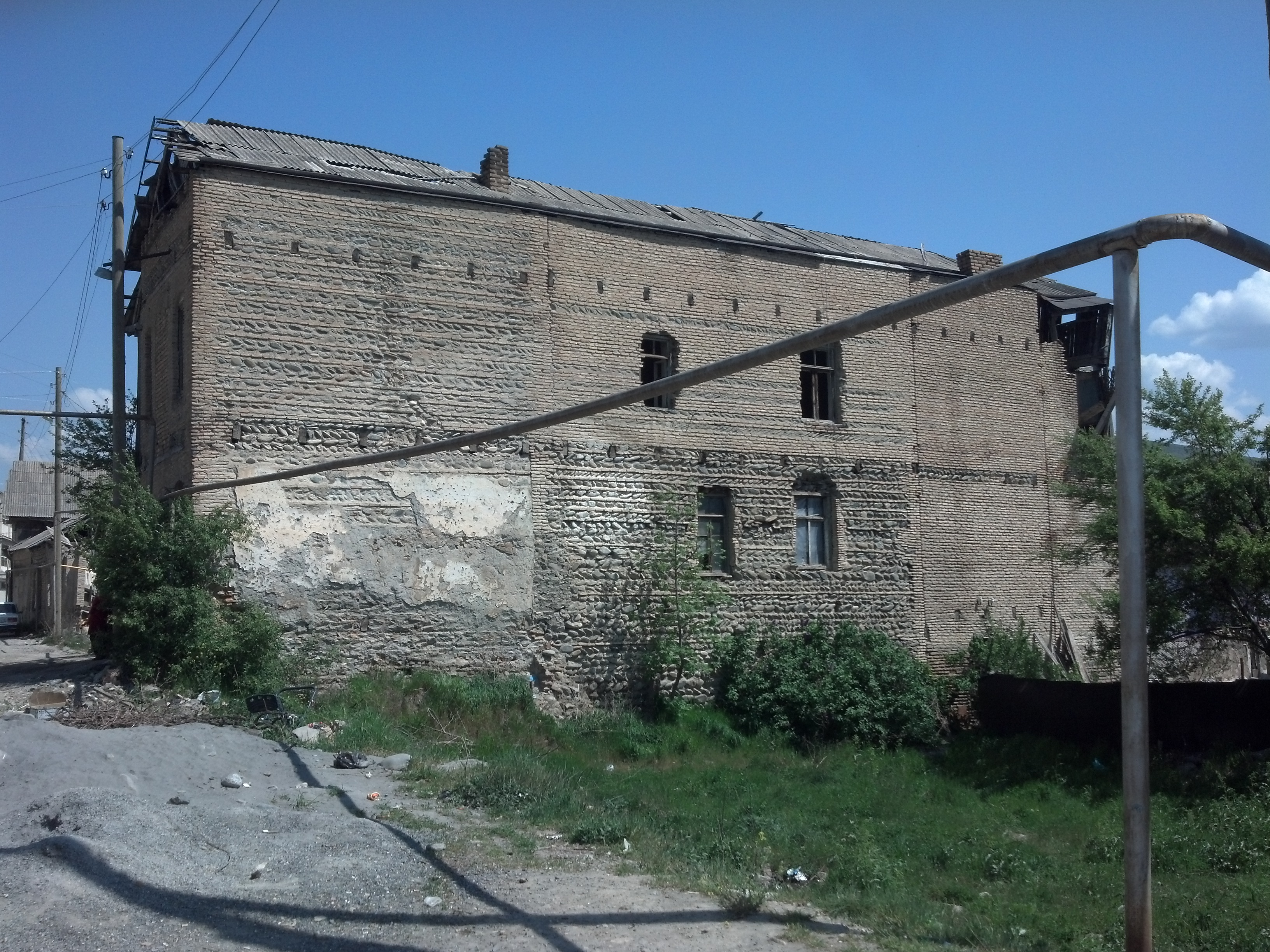
ساختمانی در محله یهودی سابق تسخینوالی

تاریخ یهودیان در اوستیای جنوبی به تاریخ یهودیان در گرجستان مرتبط است. بیشتر اوایل تاریخ یهودیان در اوستیای جنوبی مشابه سایر جوامع یهودی در منطقه گرجستان است. در همان زمان، تسخینوالی، پایتخت اوستیای جنوبی، به دلیل تعداد قابل توجهی از یهودیان گرجی شهرت داشت، جایی که جامعه محل زندگی خود را داشت.

## ارتباط با یهودیان گرجستان
تاریخ یهودیان در گرجستان بیش از ۲۵۰۰ سال قدمت دارد. یهودیان گرجی (گرجی: ქართველი ებრაელები) یکی از قدیمی‌ترین جوامع در گرجستان هستند که مهاجرت آنها به این کشور را در زمان اسارت بابلیان در قرن ۶ قبل از میلاد دنبال می‌کند. پیش از الحاق گرجستان به روسیه، تاریخ ۲٬۶۰۰ ساله یهودیان گرجستان تقریباً با عدم وجود یهود ستیزی و یکسان‌سازی قابل مشاهده در زبان و فرهنگ گرجی همراه بود. یهودیان گرجی از نظر قومی و فرهنگی از یهودیان کوهستانی همسایه متمایز شناخته می‌شدند. آنها همچنین به‌طور سنتی یک گروه کاملاً جدا از یهودیان اشکنازی در گرجستان بودند که پس از الحاق روسیه به گرجستان وارد این کشور شدند.

## تاریخ معصار
در سال ۱۸۹۱، خاخام اشکنازی آوراهام خولیس از لیتوانی به تسخینوالی نقل مکان کرد. در تسخینوالی، خوولیس یک مدرسه و کنیسه تأسیس کرد و او اندیشه‌های خاخام آمیز اروپا را به یهودیان گرجستان آموزش داد. امروزه، کنیسه خوولیس رها شده و به علت جنگ کمی تخریب. روزهای یکشنبه، مراسم باپتیست در آنجا برگزار می‌شود.
طبق سرشماری‌های شوروی در سال‌های ۱۹۲۶ و ۱۹۳۹ حدود ۲۰۰۰ یهودی در اوستیای جنوبی زندگی می‌کردند، بجز تعداد کمی در تسخینوالی. در اواخر سال ۱۹۲۶ تقریباً یک سوم ساکنان این شهر یهودی بودند. بعداً هنگام مهاجرت به شهرهای بزرگتر اتحاد جماهیر شوروی یا مهاجرت به اسرائیل یا سایر کشورها، تعداد آنها کاهش یافت.
اکثر جمعیت یهودیان طی جنگ اول اوستیایی در سال ۱۹۹۱ از اوستیای جنوبی به اسرائیل و گرجستان فرار کردند. باقیمانده آن‌ها پیش از جنگ ۲۰۰۸ فرار کردند. امروز فقط یک یهودی در اوستیای جنوبی باقی مانده‌است، یک زن مسن تنها که در تسخینوالی زندگی می‌کند.